# کتلین مورن
کَـتلین مورَن (انگلیسی: Caitlin Moran؛ ‏ ‎/ˈkætlɪn məˈræn/‎؛ ‏ زادهٔ ۵ آوریل ۱۹۷۵) روزنامه‌نگار، مؤلف و مجری اهل بریتانیا است.
از فیلم‌ها یا مجموعه‌های تلویزیونی که وی در آن‌ها نقش داشته است، می‌توان به  تربیت‌یافته توسط گرگ‌ها اشاره نمود.